# 大江戶溫泉物語

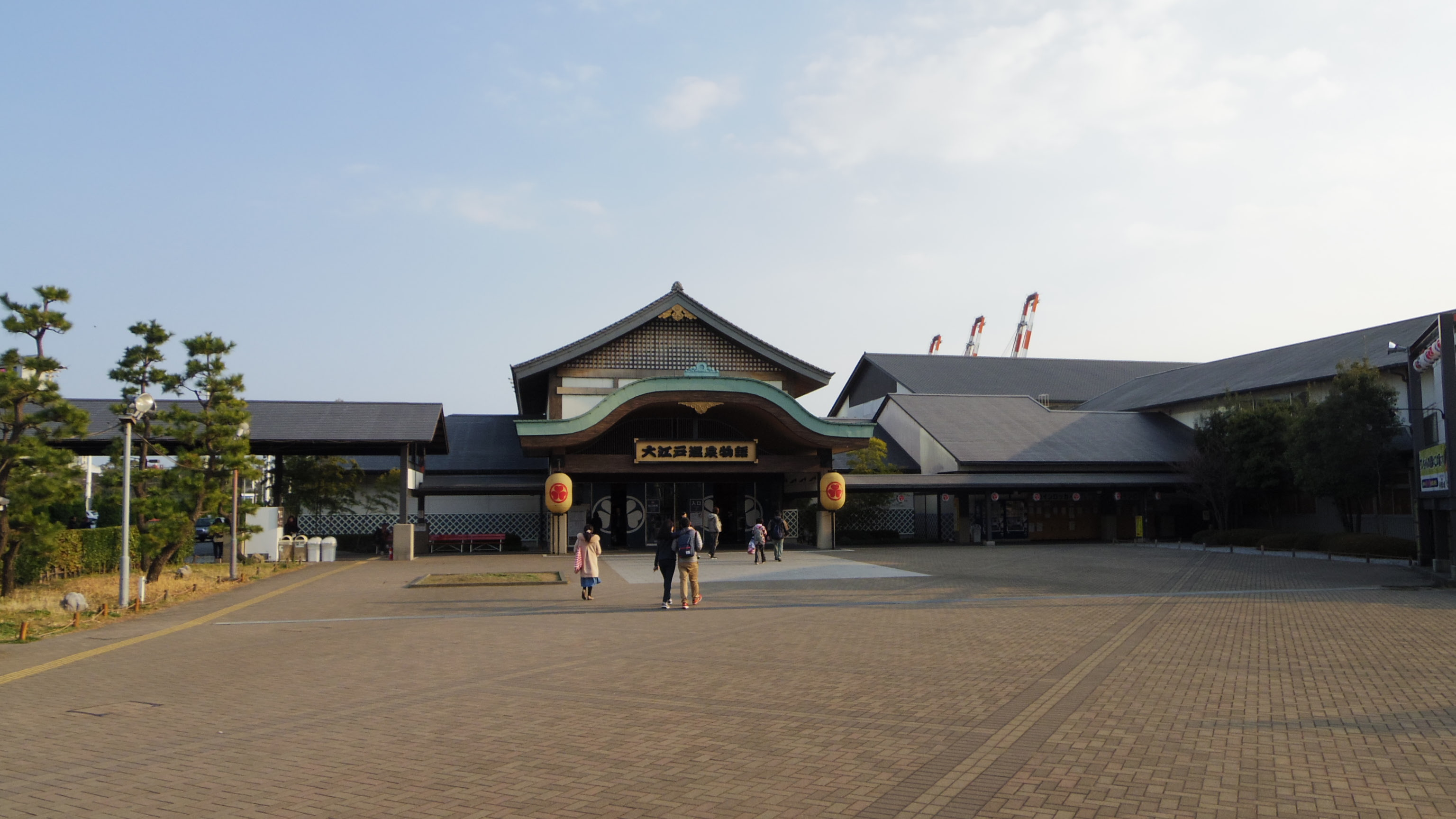
位於台場的大江戶溫泉物語，現已拆除

大江戶溫泉物語（日语：大江戸温泉物語）是日本大江戶溫泉物語Hotels&Resorts株式會社和湯快Resort株式會社等公司的經營的溫浴設施的品牌名稱。第一家大江戶溫泉物語於2003年開業於東京都御台場。現在大江戶溫泉物語由GENSEN控股公司經營。

## 外部連結
- 官方網站 （页面存档备份，存于）